# Sabicea romboutsii
Sabicea romboutsii är en måreväxtart som beskrevs av Cornelis Eliza Bertus Bremekamp. Sabicea romboutsii ingår i släktet Sabicea och familjen måreväxter. Inga underarter finns listade i Catalogue of Life.